# Offshore-Windpark Race Bank
Race Bank ist ein Offshore-Windpark im Vereinigten Königreich in der Nordsee. Der Windpark befindet sich etwa 27 Kilometer vor der Küste von North Norfolk auf einer Fläche von knapp 70 km2.

## Geschichte und Bau
Ab Juni 2016 wurde mit der Installation der Fundamente begonnen. Bei diesen handelt es sich um Monopiles vom Hersteller Bilfinger Mars Offshore. Die Installation der Turbinen erfolgte mit dem Errichterschiff Sea Challenger. Die erste Turbine wurde im Mai 2017 installiert und erzeugte anschließend den ersten Strom des Windparks. Die letzte Turbine wurde im Dezember 2017 installiert. Die volle Inbetriebnahme erfolgte am 1. Februar 2018 nach erfolgreichem 200-stündigen Windpark-Probebetrieb. Bis dahin hatte der Windpark schon etwa eine Terawattstunde an Strom erzeugt.

## Technik

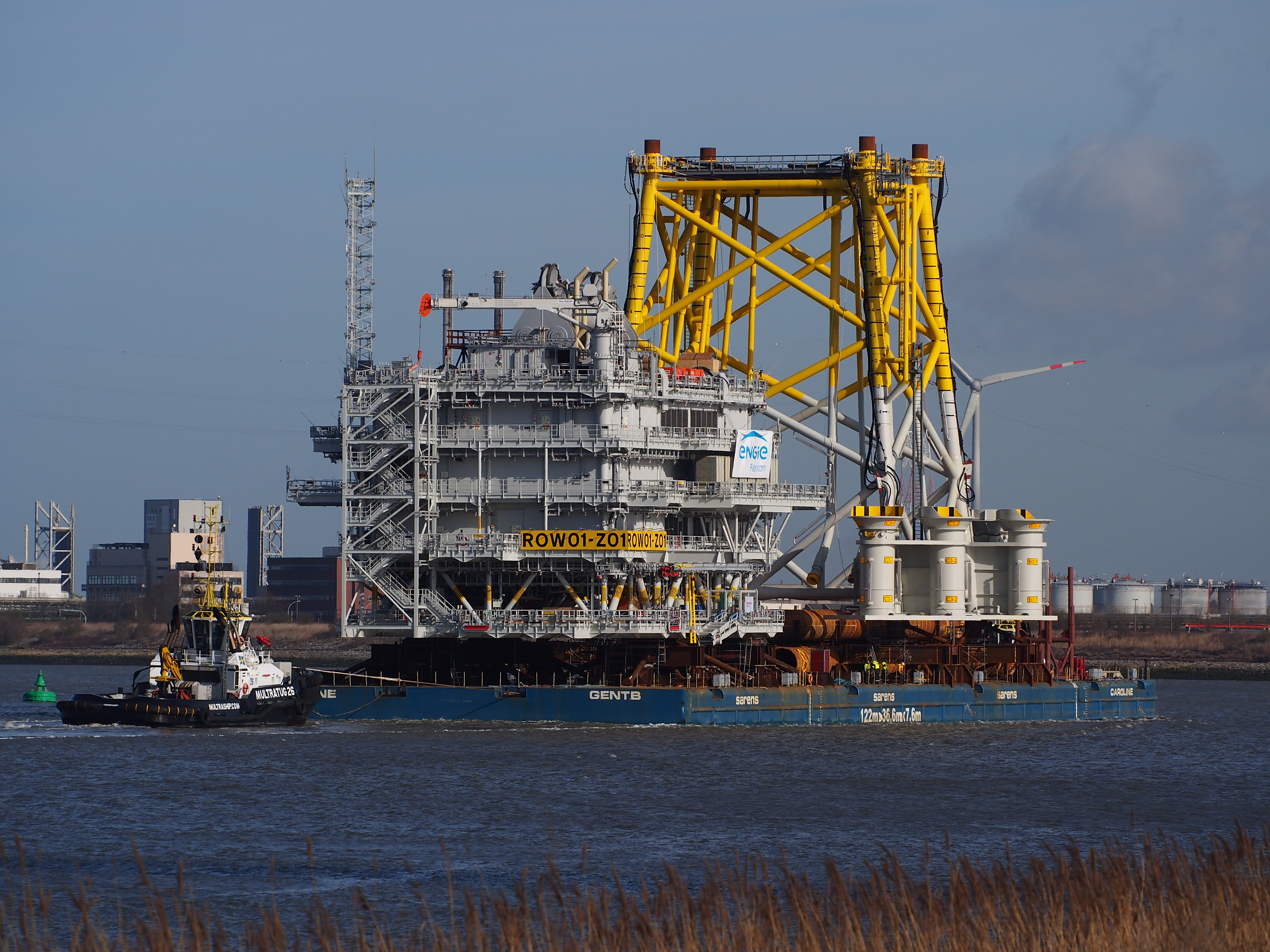
Umspannplattform ROW01-Z01 für Race Bank

Die 91 Windenergieanlagen vom Typ Siemens SWT-6.0-154 wurden auf 6,3 MW Leistung gesteigert, sodass der Windpark über eine installierte Leistung von knapp 580 MW verfügt.

## Betrieb
Eigentümer des Windparks sind Ørsted (ehemals DONG Energy) und die Macquarie-Gruppe. Im Dezember 2016 wurde bekannt, dass Ørsted die Hälfte seiner Anteile an Macquarie verkauft hatte. Ein Teil des Stroms aus 31 MW (125 GWh) wird ab Mai 2020 über einen Energieliefervertrag mit fünfzehnjähriger Laufzeit an den Süßwarenhersteller Nestlé UK geliefert.

### Wartungskonzept
Die Wartung und Reparatur des Windparks für die ersten fünf Betriebsjahre soll gemeinsam von Siemens und Ørsted geleistet werden. Ørsted nutzt für dafür ein Service-Schiff (Service Operation Vessel), das mit den Technikern bis zu 28 Tage auf See bleibt.